# Giovanni Battista Belluzzi
Giovanni Battista Belluzzi, italijanski arhitekt, * 27. september 1506, San Marino, San Marino, † 1554, Aiula.